# Valério Adélfio Basso
Valério Adélfio Basso (em latim: Valerius Adelphius Bassus) foi um oficial romano do século IV, ativo no reinado dos imperadores Valentiniano II (r. 375–392) e Teodósio I (r. 378–395). Era talvez filho de Lúcio Valério Septímio Basso e pai de Valério Faltônio Adélfio; seu nome Adélfio pode indicar uma conexão com Clódio Celsino Adélfio. Segundo uma inscrição datada de 383/392, era consular de Venécia e Ístria e homem claríssimo.